# Mateusz Kusznierewicz
Mateusz Kusznierewicz (* 29. April 1975 in Warschau) ist ein polnischer Segler, Olympiasieger, dreifacher Welt- und mehrfacher Europameister. Er ist Träger des Ordens Polonia Restituta, der zweithöchsten zivilen Auszeichnung der Dritten Polnischen Republik.

## Sportliche Ausbildung
Der Sportler lebt in Warschau und ist Mitglied im Yacht Klub Polski Warszawa (YKP). Er wird trainiert von Andrzej Zawieja, der 1968 bei den Olympischen Sommerspielen 1968 in Acapulco im Finn-Dinghi den 12. Platz belegt hatte. Kusznierewicz studierte an der Warschauer Fakultät für Sportunterricht der Józef-Piłsudski-Sporthochschule (Akademia Wychowania Fizycznego Józefa Piłsudskiego w Warszawie), der größten polnischen Universität für diese Disziplin.
Mit dem Segelsport begann er im Alter von sechs Jahren unter der Anleitung seines Vaters und ersten Trainers Zbigniew. An seinem ersten Wettbewerb, der Jugend-Clubmeisterschaft auf dem Stausee Zalew Zegrzyński nahm er 1984 im Alter von neun Jahren teil. Dabei startete er im Optimist (Opti), einer kleinen und leichten Jolle für Kinder und Jugendliche. In derselben Bootsklasse und auf demselben See gewann er 1985 seine erste Regatta, die Pucharze Spójnia.

## Sportliche Erfolge

### Auszeichnungen
Seine größten Erfolge erzielte Mateusz Kusznierewicz in der Einmann-Jolle Finn Dinghi, in der er der bislang erfolgreichste polnische Segler ist. 1998 zeichnete der polnische Außenminister Bronisław Geremek den zehnfachen Landesmeister als weltweit populärsten polnischen Sportler aus. 2004 wurde er als bester Segler Polens ausgezeichnet und bereits 1999 hatte ihn die International Sailing Federation (ISAF) zum Weltsegler des Jahres (ISAF Rolex World Sailor of the Year Awards) ernannt. Der Preis repräsentiert die höchste Auszeichnung, die ein Segler oder eine Seglerin für ihre herausragende Leistung in der Segelwelt erhalten kann. 1996 verlieh ihm Staatspräsident Aleksander Kwaśniewski die Ritterklasse und 2004 die Offiziersklasse des Orden Polonia Restituta, der zweithöchsten zivilen Auszeichnung der Dritten Polnischen Republik.

### Medaillen und Olympiateilnahmen
1993, noch im Juniorenalter, gewann Mateusz Kusznierewicz seine erste polnische Meisterschaft (im Finn-Dinghi) und 1994 erstmals die Europa-Juniorenmeisterschaft (in der OK-Jolle). Zu seinen größten internationalen Rivalen zählten der Belgier Sébastien Godefroid, mit dem er sich zwischen 1996 und 2001 bei der Olympiade, den Welt- und Europameisterschaften ein Kopf-an-Kopf-Rennen im Finn-Dinghi lieferte, und anschließend der Engländer Ben Ainslie (King Ben).

#### 1996 bis 2001

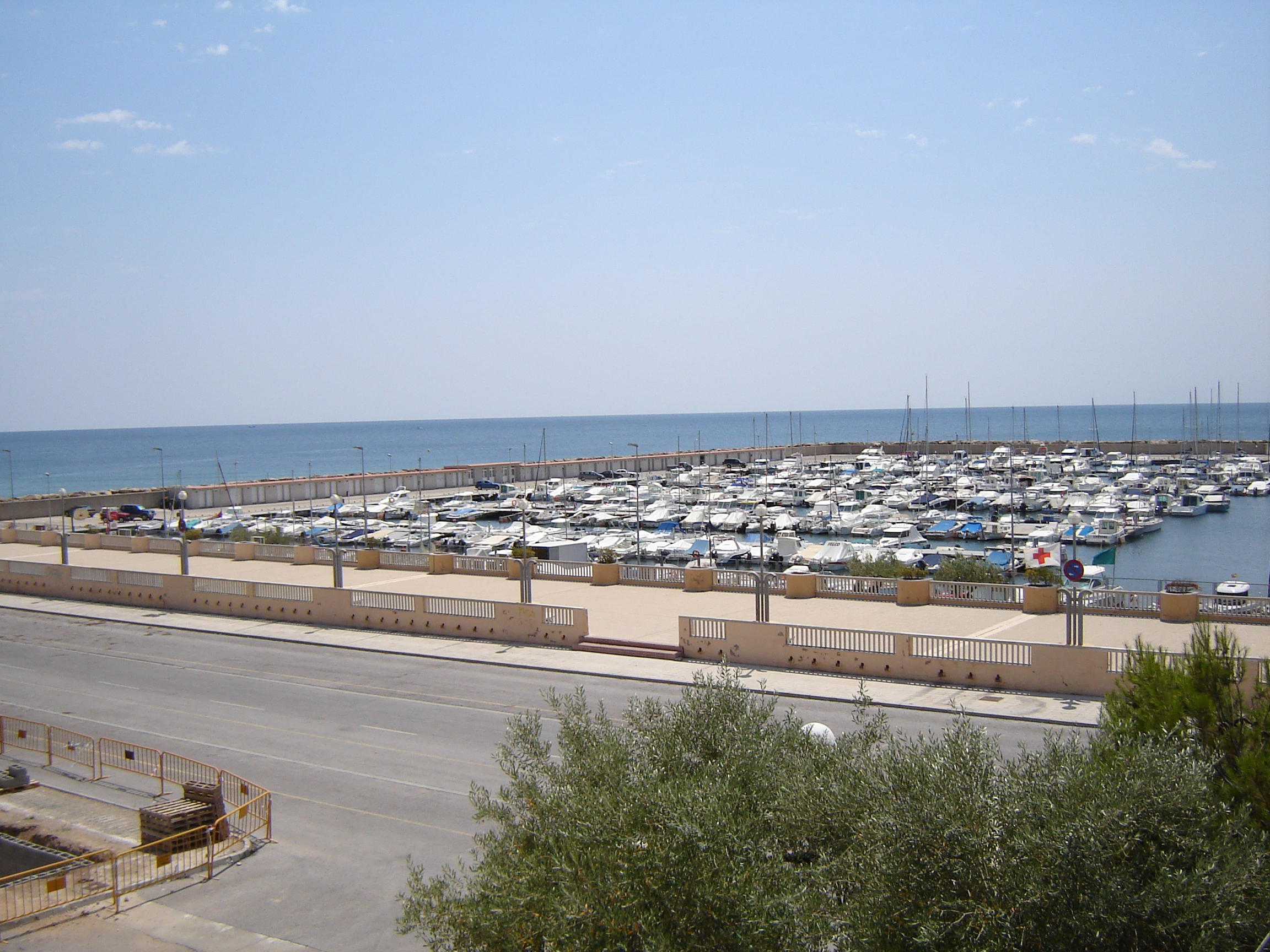
Marina von Hospitalet de l’Infant; hier gewann Kusznierewicz 1996 seine erste internationale Silbermedaille

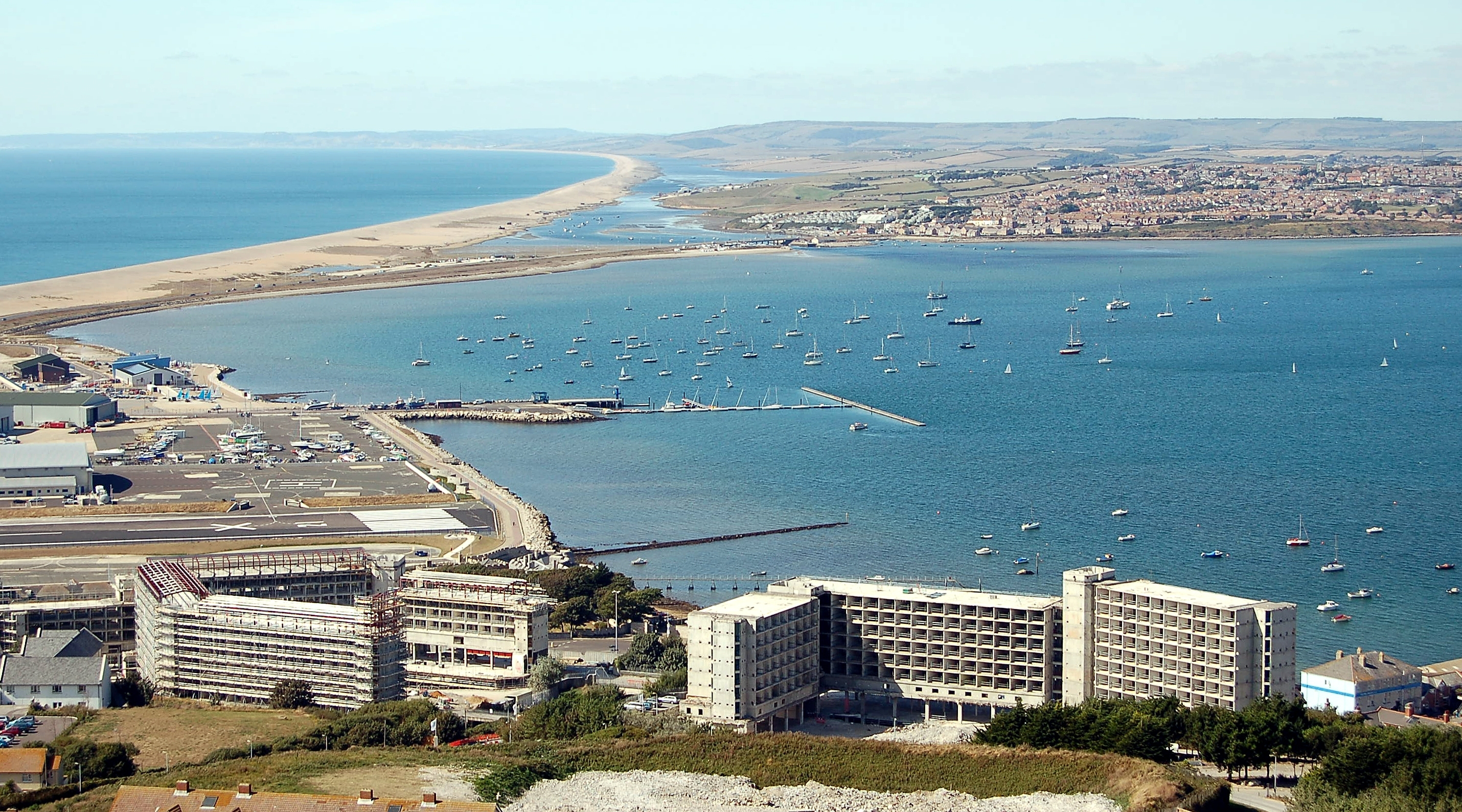
Goldmedaille bei der WM 2000: Portland Harbour, Weymouth

Seinen ersten großen internationalen Erfolg feierte Kusznierewicz bei den Segel-Europameisterschaften 1996, als er in Hospitalet de l’Infant vor Godefroid die Silbermedaille gewann. Im gleichen Jahr gewann er in den Segelgewässern des Savannah Rivers bei den Olympischen Sommerspielen in Atlanta die Goldmedaille; Godefroid kam als Silbermedaillengewinner erneut direkt hinter Kusznierewicz ins Ziel. Bei den Europameisterschaften 1998 in Vilamoura siegte Godefroid und verwies Kusznierewicz auf den fünften Platz. Noch im gleichen Jahr erhielt er in Athen seine
erste Goldmedaille bei Segel-Weltmeisterschaften. Die Europameisterschaften 1999 in Ostende beendete der Pole (hinter Iain Percy) wie auch die Weltmeisterschaften in Melbourne (hinter Fredrik Lööf) auf dem Silberrang. Zwei weitere Goldmedaillen folgten im Jahr 2000, als er sowohl bei den Europameisterschaften in Palma de Mallorca als auch bei den Weltmeisterschaften in Weymouth als erster durchs Ziel segelte, in Weymouth wiederum vor dem Zweitplatzierten Godefroid. Bei den Olympischen Spielen 2000 in Sydney verpasste er im Olympic Sailing Shore in der Rushcutters Bay mit dem vierten Platz eine Medaille. Godefroid kam als siebter ins Ziel, es gewann Iain Percy. 2001 in Marblehead konnte der Belgier das Ergebnis letztmals drehen und gewann vor Kusznierewicz die Weltmeisterschaft.

#### 2002 bis 2008
Bei den folgenden internationalen Regatten entwickelte sich der Engländer Ben Ainslie, der zuvor große Erfolge im Laser-Radial erzielt hatte und 2001 in das Finn-Dinghi gewechselt war, zu seinem härtesten Konkurrenten. Bereits bei der Weltmeisterschaft 2002 in Piräus verwies ihn Ainslie, OBE und neben Robert Scheidt bislang als einziger Sportler von der ISAF zweimal zum Weltsegler des Jahres gekürt, auf den zweiten Platz. In den folgenden Jahren hatte er dem Engländer nichts mehr entgegenzusetzen. Ainslie gewann hintereinander die Weltmeisterschaften 2003, 2004 und 2005 und auch die Goldmedaille im Olympischen Segelzentrum Agios Kosmas bei den Olympischen Sommerspielen 2004 von Athen. Für Kusznierewicz blieben in dieser Zeit lediglich eine olympische Bronzemedaille in Athen, eine Silbermedaille bei der Europameisterschaft in Långedrag 2003 und eine Goldmedaille bei der Europameisterschaft 2004 in La Rochelle.
Auf der internationalen Ebene wurde es anschließend ruhig um Mateusz Kusznierewicz. Er wechselte 2005 die Bootsklasse und stieg vom Finn Dinghy (Einmannboot) in das Starboot um. In dem offenen Zweimann-Kielboot bildete er eine Crew mit Dominik Życki. Erst 2008 kam das Team bei internationalen Segelregatten wieder in die Medaillenränge und gewann die Goldmedaille bei den Weltmeisterschaften in Miami. Die Olympischen Sommerspiele 2008 von Peking beendeten Kusznierewicz/Życki im Internationalen Segelzentrum Qingdao auf dem vierten Platz. (Ainslie gewann auch bei dieser Olympiade Gold im Finn Dinghy.)
Zu den vielen weiteren Wettbewerben, die Mateusz Kusznierewicz bestritt, zählte das größte Segelsportereignis der Welt, die Kieler Woche. In der Finn-Dinghi-Klasse gewann er die Regatta 1998, 1999 und 2002.